# Liam Cunningham
Liam Cunningham (Dublin, 2 juni 1961) is een Iers acteur.
Cunningham is het best bekend uit films zoals The Wind That Shakes the Barley, Hunger, Centurion, Black Butterflies en War Horse. Sinds 2012 speelt hij Davos Seaworth in de fantasy-televisieserie Game of Thrones van HBO.

## Biografie
Cunningham werd geboren in East Wall, een stadsgedeelte van Dublin. Hij heeft drie zusters en een broer en werd Rooms-katholiek opgevoed. Cunningham verliet de school op 15-jarige leeftijd en ging voor een carrière als elektricien. In de jaren 80 vertrok hij voor drie jaar naar Zimbabwe waar hij elektrisch materiaal onderhield in een safaripark en leidde Zimbabwaanse elektriciens op. Nadat hij terugkeerde naar Ierland, was Cunningham niet meer tevreden met zijn werk en besloot een acteercarrière na te streven. Hij volgde acteerles en begon te werken in het lokale theater. Cunningham woont nog steeds in Dublin met zijn vrouw Colette, waarmee hij drie kinderen heeft, een dochter en twee zonen.

## Carrière
Cunningham werd internationaal bekend door mee te spelen in films zoals The Wind That Shakes the Barley, Hunger, Centurion, Clash of the Titans, Black Butterflies, en The Mummy: Tomb of the Dragon Emperor. Sinds 2012 speelt hij de voormalige smokkelaar Davos Seaworth in de fantasy-televisieserie Game of Thrones van HBO. Hij werd ook gecast als tovenaar in de televisieserie Merlin. Hij kwam voor in een videoclip van de Ierse alternatieve rockband Kodaline, High Hopes.

## Filmografie
- 1995: A Little Princess - als Kapitein Crewe / Prins Rama
- 1995: First Knight - als Agravaine
- 1996: Jude - als Phillotson
- 2001: Attila the Hun - als Theodorik I (miniserie)
- 2002: Dog Soldiers - als Capt. Ryan
- 2004: Il cartaio - als John Brennan
- 2005: Breakfast on Pluto - als fietser
- 2006: The Wind That Shakes the Barley - als Dan
- 2008: Hunger - als Dominic Moran
- 2008: The Escapist - als Brodie
- 2008: The Mummy: Tomb of the Dragon Emperor - als Maguire
- 2009: Harry Brown - als Sid Rourke
- 2010: Centurion - als Brick
- 2010: Clash of the Titans - als Solon
- 2011: The Guard - als Francis Sheehy-Skeffington
- 2011: Black Butterflies - als Jack Cope
- 2011: War Horse - als dokter
- 2012: Safe House - Alec
- 2015: The Childhood of a Leader - als de vader
- 2012-2019: Game of Thrones - als Davos Seaworth (42 afl.)
- 2021: Domina - als Marcus Livius Drusus Claudianus (8 afl.)
- 2023: The last Voyage of the Demeter - Kapitein Eliot
- 2023: Masters of the Universe: Revolution - stem Duncan, Man-At-Arms, Hooded Pilgrim
- 2024: 3 Body Problem - Thomas Wade

- Biblioteca Nacional de España: XX1087680
- Bibliothèque nationale de France: cb14167736r (data)
- Catàleg d'autoritats de noms i títols de Catalunya: 981058523110706706
- Gemeinsame Normdatei: 124393519
- International Standard Name Identifier: 0000 0001 2142 2665
- Library of Congress Control Number: nr98001464
- Nationale Bibliotheek van Letland: 000343457
- Nationale Bibliotheek van Tsjechië: xx0078529
- Nationale Bibliotheek van Israël: 987007428768405171
- Nederlandse Thesaurus van Auteursnamen: 144506378
- Système universitaire de documentation: 113729022
- Virtual International Authority File: 85816998
- WorldCat: E39PBJdRyBfVBDhb9C63wmymVC